# TV Alterosa Sul de Minas
TV Alterosa Sul de Minas é uma emissora de televisão brasileira sediada em Varginha, cidade do estado de Minas Gerais. Opera nos canais 4 VHF e 23 UHF digital, e é afiliada ao SBT. Integra a Rede Alterosa, rede de televisão pertencente aos Diários Associados. Seus estúdios estão localizados no Jardim Petrópolis, e seus transmissores estão no alto do Edifício Silvio Massa, no Centro.

## História
A concessão do canal 4 VHF de Varginha foi outorgada pelo presidente José Sarney em 12 de março de 1990, para uma sociedade formada entre o então deputado federal Oscar Dias Corrêa Júnior (filho do ex-ministro da justiça no governo do presidente, Oscar Dias Correia) e os Diários Associados.
A TV Alterosa Sul de Minas foi inaugurada em 10 de agosto de 1994, sendo o passo inicial para a formação da Rede Alterosa, uma vez que foi a primeira filial a ser inaugurada. A nova emissora passou a atender localidades que antes eram cobertas pelo canal de Belo Horizonte na região do Sul e Sudoeste do estado, e atualmente abrange cerca de 140 municípios.

## Sinal digital
| Canal virtual | Canal digital | Resolução de tela | Programação                                             |
| ------------- | ------------- | ----------------- | ------------------------------------------------------- |
| 4.1           | 23 UHF        | 1080i             | Programação principal da TV Alterosa Sul de Minas / SBT |

A emissora iniciou suas transmissões digitais em 29 de outubro de 2014, através do canal 23 UHF, em caráter experimental, sendo que sua inauguração oficial ocorreu dois dias depois, durante a solenidade em comemoração aos 20 anos da TV Alterosa Sul de Minas, realizada no Clube Campestre. Em 12 de julho de 2017, passou a exibir sua programação local em alta definição.
Transição para o sinal digital
Com base no decreto federal de transição das emissoras de TV brasileiras do sinal analógico para o digital, a TV Alterosa Sul de Minas, bem como as outras emissoras de Varginha, deverá cessar suas transmissões pelo canal 4 VHF até 30 de Junho de 2025, seguindo o cronograma oficial da ANATEL.